# ساتشيون
ساتشيون هي مدينة في كوريا الجنوبية، تتبع مقاطعة غيونغسانغ الجنوبية، بلغ عدد سكانها 113,335 نسمة في 2015، تبلغ مساحتها 1,519 كيلومتر مربع.

## مدن توأم
المدن التوأم:
- میوشي، هیروشیما
- جيونغيوب.